# Tadeusz Mytnik
Tadeusz Mytnik (n. 13 august 1949, Nowice, Lower Silesian Voivodeship⁠(d), Gmina Jaworzyna Śląska⁠(d), Voievodatul Silezia Inferioară, Polonia) este un ciclist de performanță ce a reprezentat Polonia, medaliat olimpic. A participat la o ediție a Jocurilor Olimpice (1976) în care a câștigat o medalie de argint.

## Participări
Lista de mai jos prezintă principalele competiții la care a participat Tadeusz Mytnik de-a lungul carierei.
- cycling at the 1976 Summer Olympics – men's team time trial[*]